# Zard
Zard (яп. ザード Дза:до) — популярная музыкальная J-Pop/J-Rock группа из Японии. Первоначально в группе было пятеро участников во главе с главной вокалисткой Идзуми Сакаи (яп. 坂井泉水 Сакаи Идзуми). Поскольку состав группы регулярно изменялся, и единственным постоянным участником оставалась Идзуми Сакаи, её имя часто отождествляется с этой группой. Среди наиболее успешных и популярных композиций — «Makenaide» (1993), «Yureru Omoi» (1993) и «My Friend» (1996).

## Карьера
Началом истории этой группы можно считать принятие на работу в Being Corporation 24-летней модели Сатико Камати (яп. 蒲池幸子 Камати Сатико, 6 февраля 1967 — 27 мая 2007). Приняв псевдоним Идзуми Сакаи, она основала музыкальную группу Zard и уже 10 февраля 1991 года выпустила дебютный сингл Good-bye My Loneliness, который стал песней-лейтмотивом фильма «Ideals and Reality of Marriage». Эта песня стала весьма успешной и заняла 9 строчку рейтинга Oricon.
Поскольку последующие два сингла не были столь успешными, в четвёртом сингле «Nemurenai Yoru o Daite» стиль музыки несколько изменился и был снят первый клип. В результате было продано 440 000 копий сингла.
Но настоящий успех пришёл после выпуска в 1993 году шестого сингла, «Makenaide»: он завоевал первую строчку рейтинга Oricon, и было продано 1 800 000 копий. В этом же году ещё две песни заняли первое место в этом же рейтинге: «Yureru Omoi» и «Kitto Wasurenai». Кроме того, был издан первый альбом «Yureru Omoi» и его продажи составили 2 000 000 копий. Таким образом, в 1993 году компакты группы Zard стали лидерами продаж.
В 1995 году было продано около 1 000 000 копий дисков с хитом «My Friend». Среди двадцати синглов, девять завоевали первую строчку хит-парада, шесть — вторую, и только четыре не попали в первую четвёрку.
31 августа 1999 года группа Zard дала первый концерт. Он состоялся на борту круизного лайнера Pacific Venus; среди миллиона фанатов случайным образом было отобрано 300 пар. 26 января 2000 года ограниченным тиражом в 300 000 экземпляров был издан DVD с записью этого концерта.

## Дискография

### Синглы
- 1991 — Good-bye My Loneliness
- 1991 — Fushigine
- 1991 — Mo Sagasanai
- 1992 — Nemurenai Yoru wo Daite
- 1992 — IN MY ARMS TONIGHT
- 1993 — Makenaide
- 1993 — Kimi ga Inai
- 1993 — Yureru Omoi
- 1993 — Mou Sukoshi Ato Sukoshi…
- 1993 — Kitto Wasurenai
- 1994 — Kono Ai ni Oyogitsukaretemo
- 1994 — Konna ni Soba ni Irunoni
- 1994 — Anata wo Kanjiteitai
- 1995 — Just believe in love
- 1995 — Ai ga Mienai
- 1995 — Sayonara ha Ima mo Kono Mune ni Imasu
- 1996 — Mai Furendo
- 1996 — Kokoro wo Hiraite
- 1997 — Don’t you see!
- 1997 — Kimi ni Aitakunattara…
- 1997 — Kaze ga Torinukeru Machi he
- 1998 — Eien
- 1997 — My Baby Grand -Nukumori ga Hoshikute-
- 1998 — Iki mo Dekinai
- 1998 — Unmei no Ruretto Mawashite
- 1998 — Atarashi Doa -Fuyu no Himawari-
- 1998 — GOOD DAY
- 1999 — MIND GAMES
- 1999 — Sekai ha Kitto Mirai no Naka
- 1999 — Itaikurai Kimi ga Afureteiruyo
- 1999 — Kono Namida Hoshi ni Nare
- 2000 — Get U’re Dream
- 2000 — promised you
- 2002 — Sawayakana Kimi no Kimochi
- 2003 — Ashita wo Yumemite
- 2003 — Hitomi Tojite
- 2003 — Motto Chikakude Kimi no Yokogao Miteitai
- 2004 — Kakegae no Naimono
- 2004 — Kyou wa yukkuri hanasou
- 2005 — Hoshi no Kagayaki yo / Natsu wo matsu SEIRU no You ni
- 2006 — Kanashii Hodo Anata ga Suki / Karatto Ikou!
- 2006 — Heart ni Hi wo Tsukete
- 2007 — Glorious Mind
- 2008 — Tsubasa wo Hirogete / Ai ha Kurayami no Naka de

### Альбомы
- 1991 — Good-bye My Loneliness
- 1991 — Mo Sagasanai (über 3,3 Millionen Mal verkauft)
- 1992 — HOLD ME (faktisch erstes Solo-Album)
- 1993 — Yureru Omoi
- 1994 — OH MY LOVE
- 1995 — forever you
- 1996 — TODAY IS ANOTHER DAY
- 1997 — ZARD BLEND -SUN & STONE- (2,5 Millionen Mal verkauft)
- 1999 — Eien
- 1999 — ZARD BEST The Single Collection -Kiseki-
- 1999 — ZARD BEST -Requested Memorial-
- 2000 — ZARD Cruising & Live
- 2001 — Toki no Tsubasa
- 2001 — ZARD BLEND II -LEAF & SNOW-
- 2004 — Tomatteita Tokei ga Ima Ugokidasita
- 2005 — Kimi to no Distance
- 2006 — Golden Best ~15th Anniversary~

### CD
- 2001 — ZARD Premium Box 1991—2001
- 2008 — ZARD Premium Box 1991—2008

### DVD
- 2005 — What a beautiful moment
- 2006 — ZARD Le Portfolio 1991—2006